# 吴励
吴励，免疫学专家，清华大学基础医学院教授，长江学者，主要从事免疫细胞发育分化的分子调控等方面的研究。

## 生平
吴励先后毕业于北京医科大学、墨尔本大学医学生物学系。
2001至2005年，在北京大学医学部担任长江学者讲座教授，2010年至今，担任清华大学教授。